# Тинхака
Тинхака (исп. Tinjacá) — город и муниципалитет в центральной части Колумбии, на территории департамента Бояка. Входит в состав провинции Рикаурте.

## История
Поселение, из которого позднее вырос город, было основано в 1556 году.

## Географическое положение

Муниципалитет Тинхака

Город расположен в западной части департамента, в гористой местности Восточной Кордильеры, на левом берегу реки Сутамарчан, на расстоянии приблизительно 32 километров к западу от города Тунха, административного центра департамента. Абсолютная высота — 2131 метр над уровнем моря.
Муниципалитет Тинхака граничит на северо-западе с территорией муниципалитета Сабоя, на западе — с муниципалитетом Чикинкира, на юго-западе — с муниципалитетом Сан-Мигель-де-Сема, на юго-востоке — с муниципалитетом Ракира, на северо-востоке — с муниципалитетом Сутамарчан. Площадь муниципалитета составляет 79 км².

## Население
По данным Национального административного департамента статистики Колумбии, совокупная численность населения города и муниципалитета в 2015 году составляла 3035 человек.
Динамика численности населения муниципалитета по годам:
| 2005 | 2006 | 2007 | 2008 | 2009 | 2010 | 2011 | 2012 | 2013 | 2014 | 2015 |
| ---- | ---- | ---- | ---- | ---- | ---- | ---- | ---- | ---- | ---- | ---- |
| 2939 | 2953 | 2967 | 2979 | 2990 | 3000 | 3009 | 3017 | 3024 | 3030 | 3035 |

Согласно данным переписи 2005 года мужчины составляли 51 % от населения Тинхаки, женщины — соответственно 49 %. В расовом отношении белые и метисы составляли 99,96 % от населения города; негры, мулаты и райсальцы — 0,04 %.
Уровень грамотности среди всего населения составлял 85,6 %.

## Экономика
53,4 % от общего числа городских и муниципальных предприятий составляют предприятия торговой сферы, 35,2 % — предприятия сферы обслуживания, 11,4 % — промышленные предприятия.

## Транспорт
Через город проходит национальное шоссе № 60 (исп. Ruta Nacional 60).